# Akolutofyt
Akolutofyten zijn planten die zich op eigen kracht in door de mens beïnvloede vegetatie hebben gevestigd.
Men spreekt van invasieve soorten als deze akolutofyten zich ook nog door hun aanwezigheid of door de groei van hun populaties tot problemen kunnen leiden. Invasieve soorten kunnen een bedreiging vormen voor inheemse soorten en dus voor biodiversiteit.

Akolutofyten
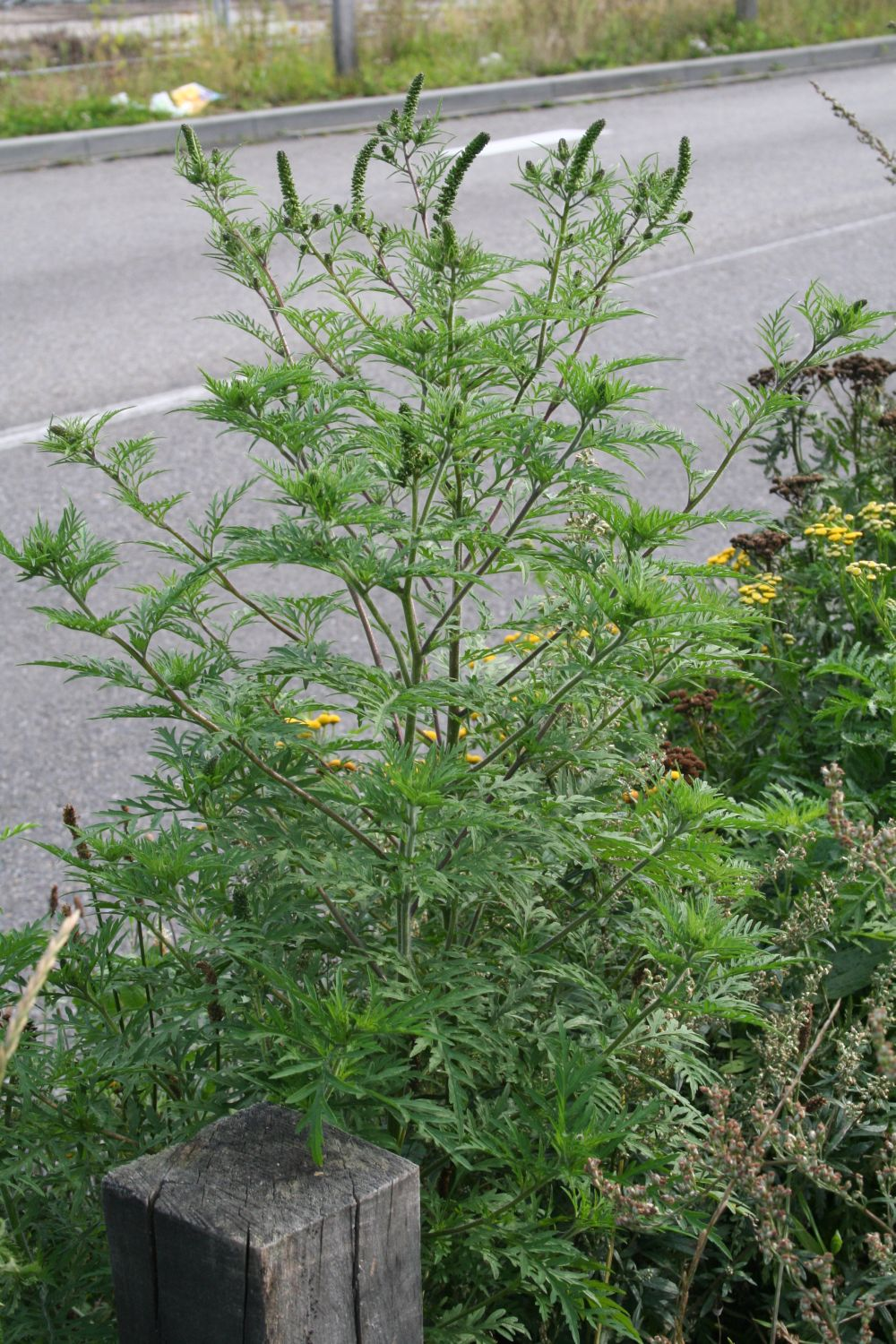
Alsemambrosia (Ambrosia artemisiifolia)
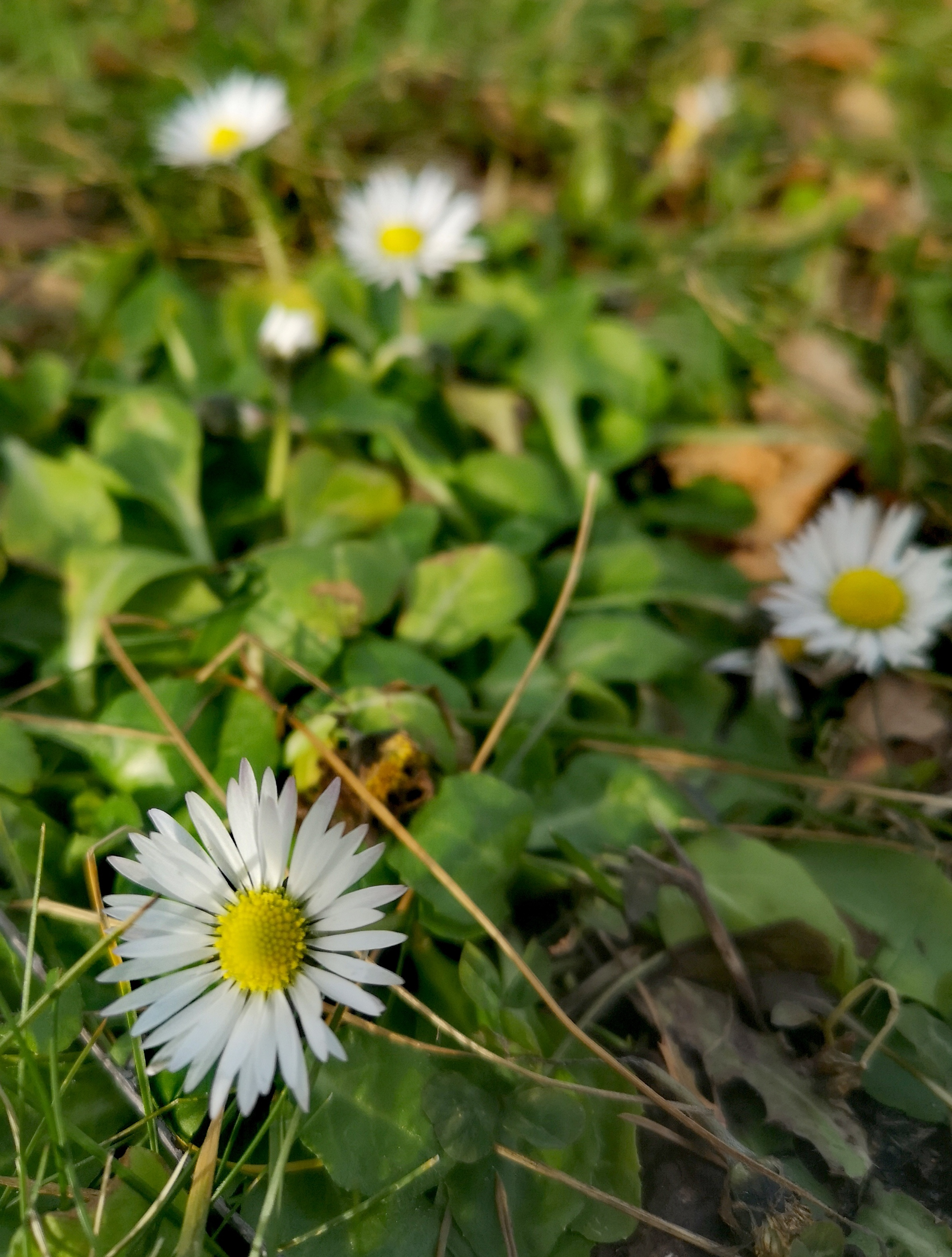
Madeliefje (Bellis perennis)
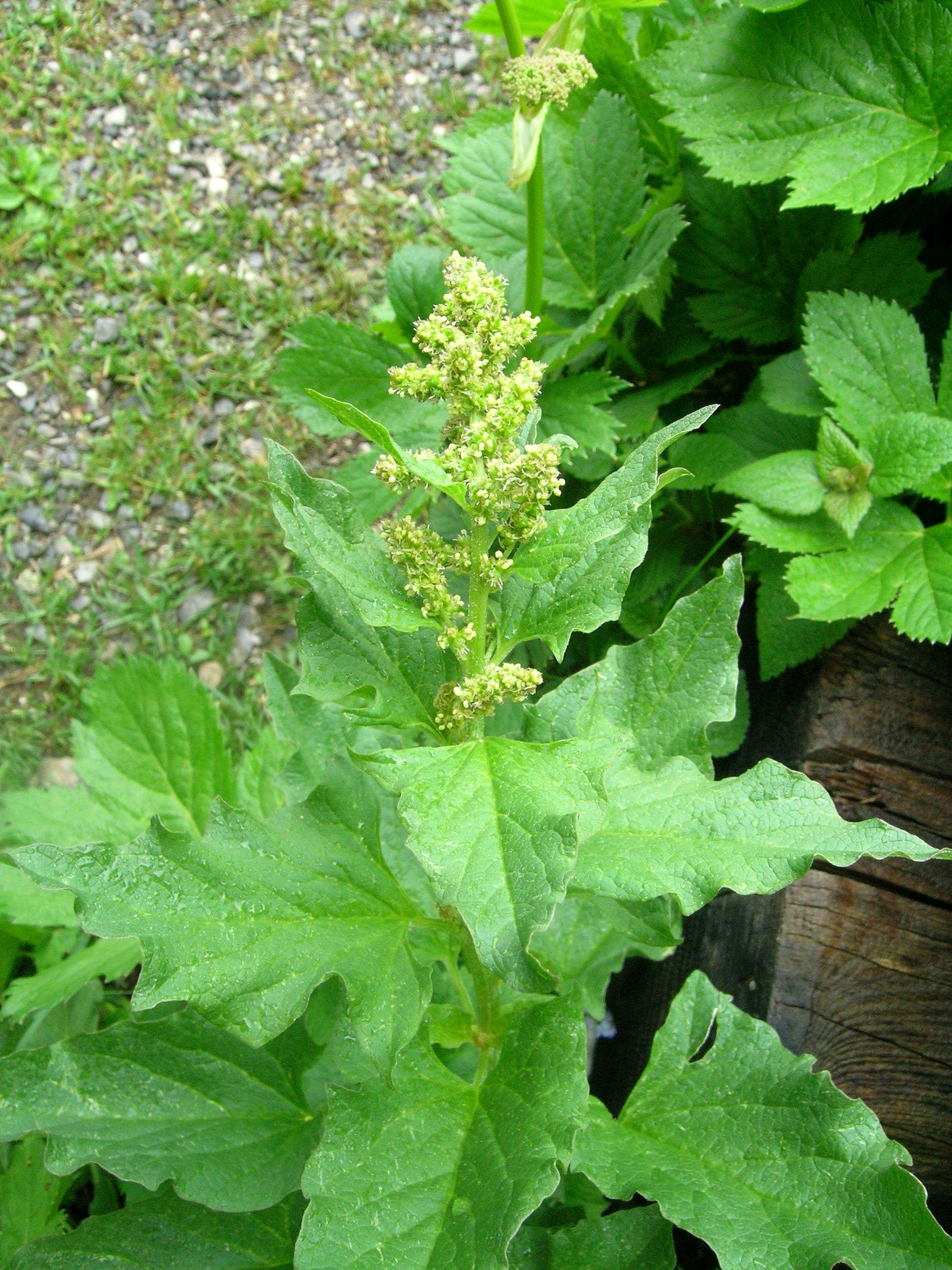
Brave hendrik (Chenopodium bonus-henricus)

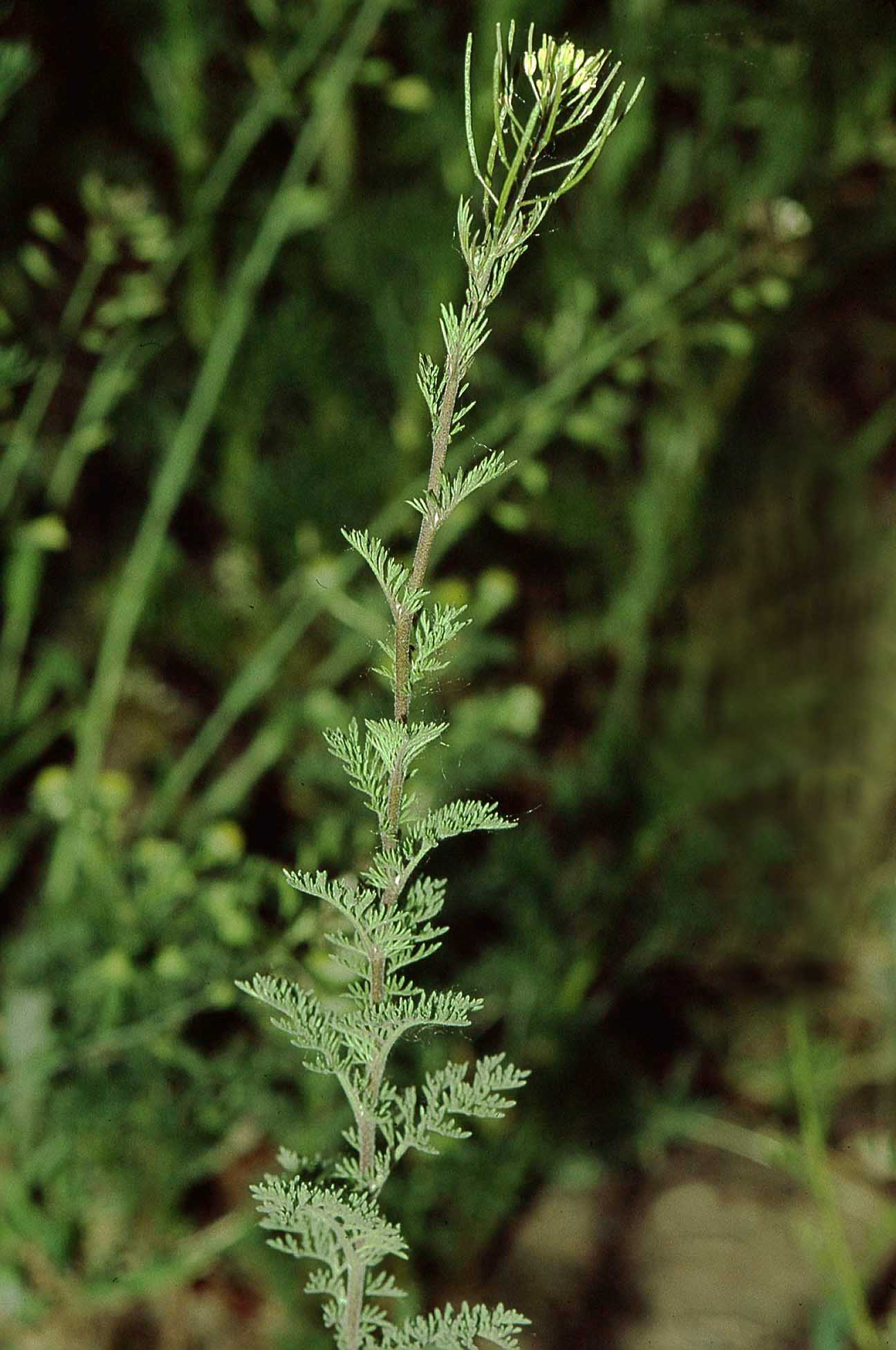
Sofiekruid (Descurainia sophia)
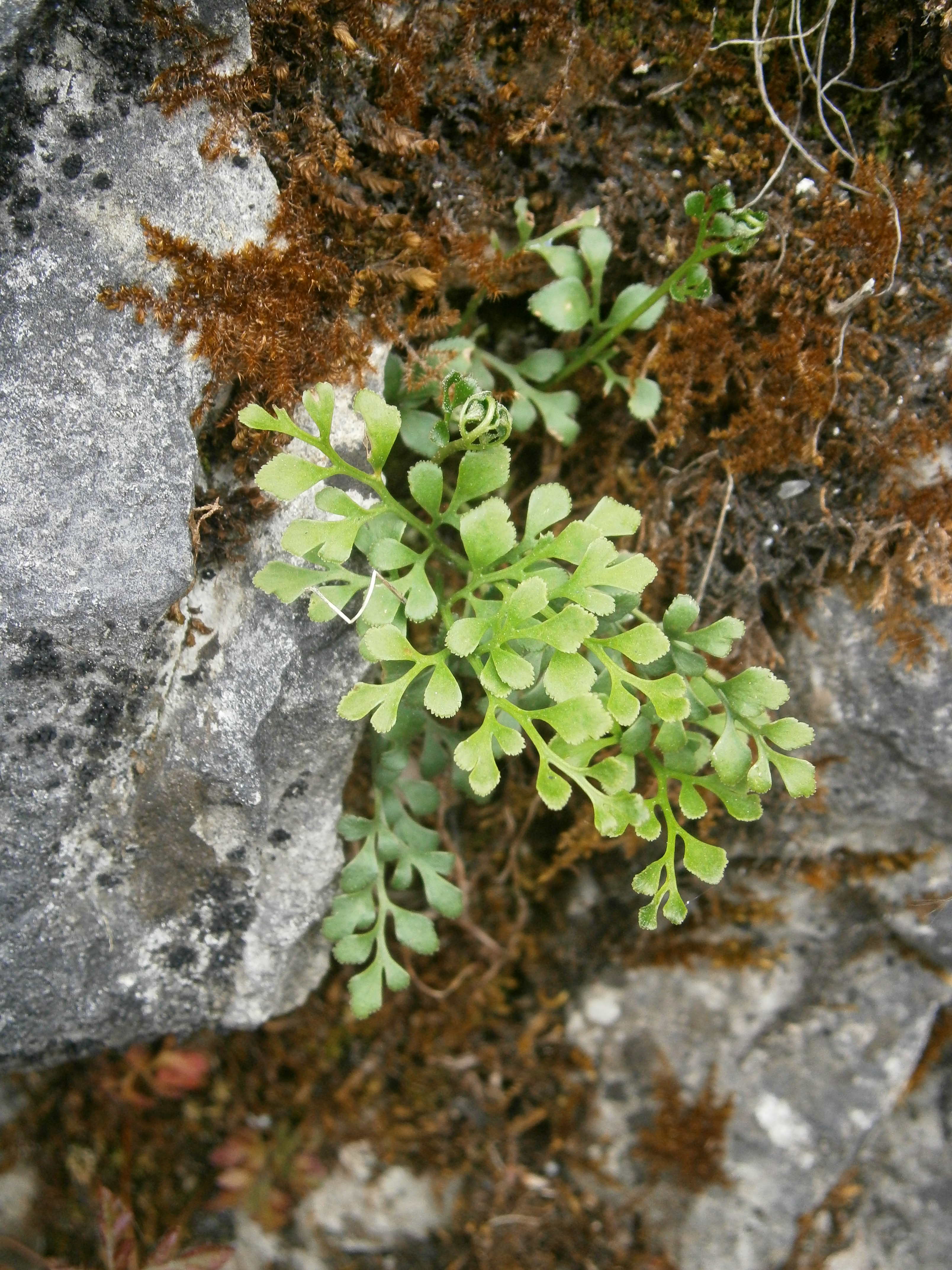
Muurvaren (Asplenium ruta-muraria)
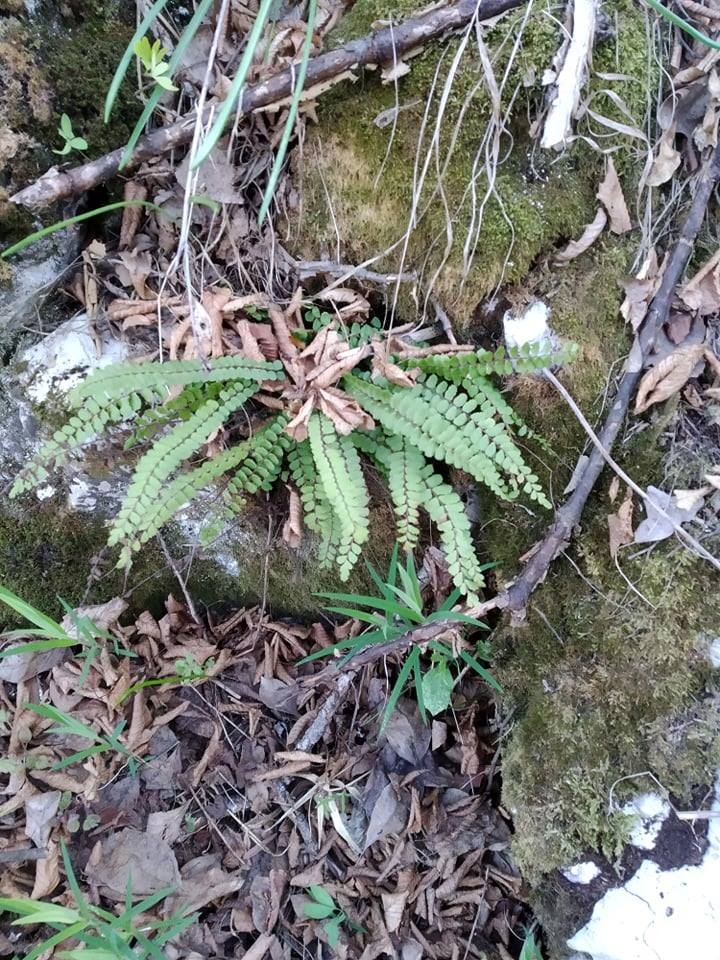
Steenbreekvaren (Asplenium trichomanes)

Voorbeelden van akolutofyten zijn madeliefje (Bellis perennis), brave hendrik (Chenopodium bonus-henricus), sofiekruid (Descurainia sophia), tuinwolfsmelk (Euphorbia peplus), oostelijk kruiskruid (Senecio vernalis), muurvaren (Asplenium ruta-muraria), steenbreekvaren (A. trichomanes).
Voorbeelden van akolutofyten die in Nederland invasief geworden zijn, zijn onder andere grote waternavel (Hydrocotyle ranunculoides), alsemambrosia (Ambrosia artemisiifolia), reuzenberenklauw (Heracleum mantegazzianum), Japanse duizendknoop (Fallopia japonica) en reuzenbalsemien (Impatiens glandulifera).